# Mantananidvärguv
Mantananidvärguv (Otus mantananensis) är en fågel i familjen ugglor inom ordningen ugglefåglar.

## Utseende och läte
Mantananidvärguven är en liten uggla. Färgsättningen varierar geografiskt från grå till rostbrun. I övrigt kännetecknas den av svart kant på ansiktsskivan, relativt ljust ansikte och korta örontofsar. Från hanen hörs ett barskt och något nasalt skall.

## Utbredning och systematik
Mantananidvärguv delas in i fyra underarter med följande utbredning:
- Otus mantananensis romblonis – förekommer i Filippinerna på öarna Romblon, Tablas, Sibuyan, Banton och Semirara)
- Otus mantananensis cuyensis – förekommer i sydvästra Filippinerna (Cuyo, Dicabaito och Linapacan)
- Otus mantananensis mantananensis – förekommer på Mantananiöarna (utanför Borneo) och på öarna Rasa och Ursula (utanför Palawan)
- Otus mantananensis sibutuensis – förekommer på sydvästra Suluöarna (Sibutu och Tumindao)

## Levnadssätt
Arten bebor skog och skogsbryn i låglänta områden och förberg. Födan verkar mestadels bestå av insekter.

## Status
Arten har ett stort utbredningsområde och beståndet anses vara stabilt. Internationella naturvårdsunionen IUCN listar den därför som livskraftig (LC).